# Безрукавников, Борис Васильевич
Бори́с Васи́льевич Безрука́вников (7 марта 1923 — 18 ноября 1980) — советский дипломат. Чрезвычайный и полномочный посол.

## Биография
Окончил Воронежский государственный педагогический институт (1949) и Высшую дипломатическую школу МИД СССР (1954). На дипломатической работе с 1954 года.
- В 1954—1957 годах — первый секретарь Посольства СССР в КНР.
- В 1957—1960 годах — заведующим консульским отделом Посольства СССР в Японии.
- В 1960—1963 годах — сотрудник центрального аппарата МИД СССР.
- В 1963—1967 годах — советник Посольства СССР в Японии.
- В 1967—1971 годах — на ответственной работе в центральном аппарате МИД СССР.
- С 4 марта 1971 по 20 мая 1975 года — чрезвычайный и полномочный посол СССР в Сингапуре[2].
- В 1975—1979 годах — на ответственной работе в центральном аппарате МИД СССР.
- В 1979—1980 годах — начальник Консульского управления МИД СССР.

Похоронен в Москве на Кунцевском кладбище.

## Награды
- Орден Красной Звезды.
- Медаль «За оборону Сталинграда».
- Медаль «За победу над Германией в Великой Отечественной войне 1941—1945 гг.».
- Медаль «За доблестный труд в Великой Отечественной войне 1941—1945 гг.».